# Vrijheidsbeeld (Mytilini)

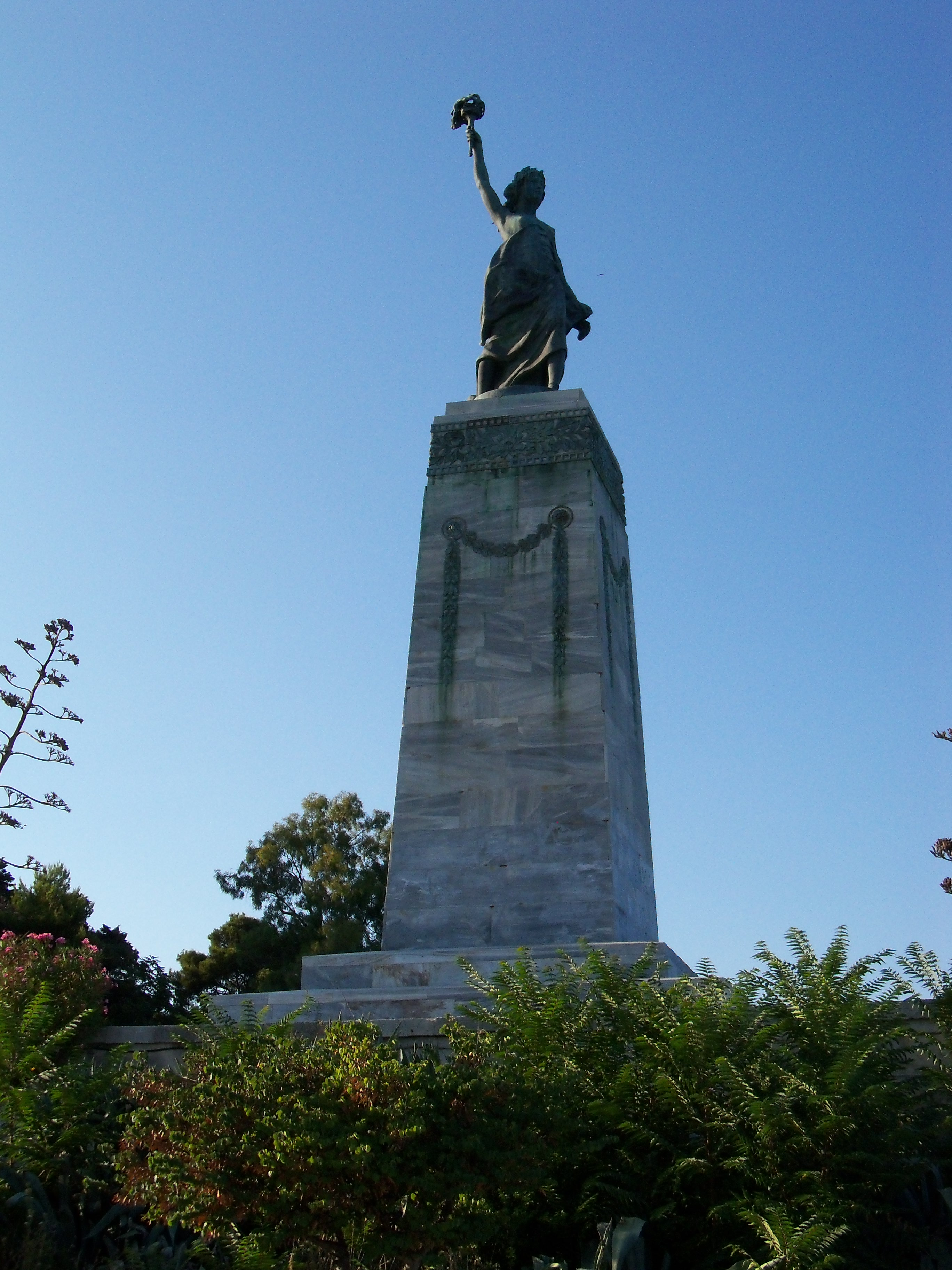
Het Vrijheidsbeeld

Het Vrijheidsbeeld (Grieks: Άγαλμα Ελευθερίας) is een bronzen standbeeld in de haven van Mytilini op het Griekse eiland Lesbos.
Het standbeeld werd gemaakt door de Griekse beeldhouwer Gregorios Zevgolis op basis van een ontwerp van de plaatselijke schilder Georgios Iakovides. Het beeld, dat in 1922 in Duitsland is gegoten, werd door expatriates aan de stad geschonken en opgedragen aan de slachtoffers van de Eerste Wereldoorlog. In 1930 werd het onthuld. Het beeld met zijn marmeren voet is 15 meter hoog.
Tijdens de jaarlijkse herdenking van de Griekse Onafhankelijkheidsoorlog op 25 maart leggen de plaatselijke autoriteiten kransen aan de voet van het Vrijheidsbeeld.